# أريكاميدو
أريكاميدو (Arikamidu) هو موقع أثري لمدينة علي الساحل الجنوبي الشرقي للهند قرب مدينة بوندتشيري .
وقد اكتشف بعد اكتشاف نقود رومانية مبعثرة بموقع بالمدينة التي كانت منطقة تجارية حيث كان يصلها البضائع الرومانية بما فيها من الفخار الأحمر والأسود التي يوجد بقاياها في المقابر . والفخار من نوع آرتين الذي كان يصنع في حوض البحر الأبيض المتوسط . وقد شهدت مدينة أريكاميدو ازدهارا تجاريا في القرن الأول ق.م. وظل حتي منتصف القرن الأول وكانت علي صلة تجارية بباقي عموم الهند حيث وجد بها فخار مصنوع في وادي جارانج .